# Heinkel He 280
Die Heinkel He 280 war ein zweistrahliges Jagdflugzeug des deutschen Herstellers Heinkel und absolvierte ihren Erstflug mit Strahltriebwerken am 30. März 1941 (He 280 V2).

## Geschichte
Die Flugerprobung der He 280 V1 begann bereits am 22. September 1940 in der Erprobungsstelle Rechlin. Die He 280 V1 wurde dabei motorlos im Schleppflug erprobt, da die Fertigstellung der HeS-8-Triebwerke noch nicht abgeschlossen war. Statt der Triebwerke waren stromlinienförmige Verdrängungskörper unter den Tragflächen angebracht. Pilot der Schleppmaschine He 111 war Hans Deutschmann, während die geschleppte He 280 von Flugbaumeister Paul Bader gesteuert wurde. Bader flog die antriebslose He 280 V1 nach deren Ausklinken in 4000 m Höhe problemlos zum Heimatflugplatz zurück. Der erste aus eigener Kraft durchgeführte Flug wurde am 30. März 1941 mit der He 280 V2 durch Fritz Schäfer absolviert.
Die Triebwerke HeS 8 A der He 280 wurden unter einer He 111 erprobt, erreichten jedoch nie die Serienreife. Zunächst war eine Serienfertigung von neun V-Mustern und eine daran anschließende A-1- bzw. B-1-Serie (aus der V3) mit 300 Flugzeugen geplant. Dazu trugen auch die guten Ergebnisse der Erprobung der V2 und V3 bei. Hier ergaben sich aber erstmals Probleme. Die Heinkel-Werke waren mit der He-111-Produktion ausgelastet und die ins Auge gefassten Siebel-Werke waren dieser Aufgabe nicht gewachsen. Heinkel legte inzwischen seinen Entwicklungsschwerpunkt auf einen Strahlbomber (P 1068) und verfolgte die He 280 gegen die ohnehin modernere Messerschmitt Me 262 nur noch halbherzig.
Die He 280 erhielt als erstes Flugzeug der Welt einen Schleudersitz. Mit diesem wurde am 13. Januar 1943 auch der erste Notausstieg in der Luftfahrtgeschichte durchgeführt, als bei einem geschleppten Probeflug in Rechlin Flugkapitän Schenk seine Maschine mit dem Schleudersitz verlassen musste. Er landete unverletzt mit dem Fallschirm, während die führerlose Maschine in einen Wald stürzte.
Bei der Erprobung der He 280 traten Probleme bei höheren Fluggeschwindigkeiten durch Schwingungen am Leitwerk auf. Um die Fluggeschwindigkeit auf über 800 km/h zu steigern, wären größere Änderungen an der Zelle notwendig gewesen. Ein Nachteil war auch die fehlende Pfeilform der Tragflächen, wie sie die Me 262 aufwies. Diese konnte dadurch eine höhere kritische Machzahl als die He 280 erreichen.
Als größtes Problem stellte sich die Entwicklung leistungsfähiger Triebwerke für die Heinkel 280 heraus. Die Schwierigkeiten mit der neuen Technik waren so groß, dass die Entwicklung weit hinter der Zellen-Entwicklung lag und somit den Serienbau verhinderte. Mit dem Jumo 004 erreichte die Me 262 in 5000 m Höhe eine Geschwindigkeit von 820 km/h; wegen seiner Größe konnte das Jumo-Triebwerk jedoch nicht so einfach in die He 280 eingebaut werden. Die Bodenfreiheit war zu gering. Hinzu kam noch, dass das HeS-8-Triebwerk nicht die für den Fronteinsatz notwendige Betriebssicherheit erreichte.
Mit der He 280 V4 (Erstflug am 15. Januar 1943) wurden alternative Antriebe getestet. Sie flog mit dem Strahltriebwerk BMW 003, welches aber zu dem Zeitpunkt auch nicht serienreif war. Eine Umrüstung auf Pulsstrahltriebwerke Argus As 014 führte zu enormen Schwingungsproblemen.

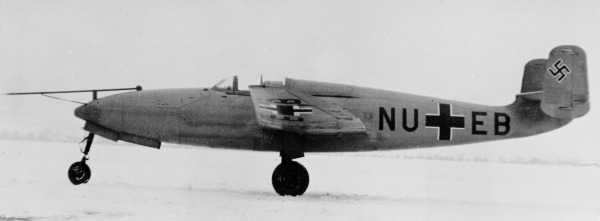
Die He 280 V7 ohne Antriebe

Die He 280 V5 flog mit HeS-8-A- und BMW-003-Triebwerken. Die He 280 V6 und V9 hatten ebenfalls BMW-003-Triebwerke, die He 280 V7 flog sowohl triebwerkslos als auch mit Jumo 004. Die He 280 V8 hatte Jumo-004-Triebwerke und wurde genau wie die V7 zur Schnellflugforschung herangezogen. Dabei erreichte die V7 eine Höchstgeschwindigkeit von 750 km/h, während mit der V5 Bahnneigungsflüge bis 820 km/h durchgeführt wurden.
Heinkel versuchte die He 280 zu überarbeiten, um weiter im Geschäft zu bleiben. Für eine größere Reichweite sollte der Rumpf aufgedickt werden, um größere Tanks einbauen zu können. Das H-Leitwerk sollte durch ein widerstandsärmeres Normalleitwerk ersetzt werden. Die Tragfläche sollte gepfeilt werden. Dies kam praktisch einer Neukonstruktion gleich und wurde vom Reichsluftfahrtministerium (RLM) abgelehnt.
Diese Probleme, die Konkurrenz zur Me 262 und die Kriegslage veranlassten das RLM, die Weiterentwicklung der He 280 nicht mehr zu fördern.

## Technische Daten

Dreiseitenriss

| Kenngröße             | Daten (He 280 V5)                                                        |
| --------------------- | ------------------------------------------------------------------------ |
| Besatzung             | 1                                                                        |
| Länge                 | 10,40 m                                                                  |
| Spannweite            | 12,20 m                                                                  |
| Höhe                  | 3,06 m                                                                   |
| Flügelfläche          | 21,50 m²                                                                 |
| Flügelstreckung       | 6,9                                                                      |
| Leermasse             | 3.055 kg                                                                 |
| Startmasse            | 4.300 kg                                                                 |
| Flächenbelastung      | 200 kg/m²                                                                |
| Antrieb               | zwei Strahltriebwerke Heinkel HeS 8A mit je 750 kp Standschub            |
| Höchstgeschwindigkeit | 780 km/h in Bodennähe 820 km/h in 6.000 m Höhe 760 km/h in 10.000 m Höhe |
| Landegeschwindigkeit  | 140 km/h                                                                 |
| Steigleistung         | 19 m/s in Bodennähe 9,6 m/s in 6.000 m Höhe 1,6 m/s in 10.000 m Höhe     |
| Reichweite            | 400–1.000 km                                                             |
| Gipfelhöhe            | 11.500 m                                                                 |
| Startrollstrecke      | 850 m                                                                    |
| Startstrecke          | 1.100 m auf 15 m Höhe                                                    |
| Landestrecke          | 970 m aus 15 m Höhe                                                      |
| Bewaffnung            | drei 20-mm-Maschinenkanonen MG 151/20                                    |